# Xyelodontophis uluguruensis
Genre
Espèce
Xyelodontophis uluguruensis, unique représentant du genre Xyelodontophis, est une espèce de serpents de la famille des Colubridae.

## Répartition
Cette espèce est endémique de Tanzanie.

## Étymologie
Son nom d'espèce, composé de uluguru et du suffixe latin -ensis, « qui vit dans, qui habite », lui a été donné en référence au lieu de sa découverte les monts Uluguru.

## Publication originale
- Broadley & Wallach, 2002 : Review of the Dispholidini, with the description of a new genus and species from Tanzania (Serpentes, Colubridae). Bulletin of the Natural History Museum London (Zoology), vol. 68, n. 2, p. 57-74.